# Фрай, Яна
Яна Фрай (нем. Jana Frey; род. 16 апреля 1969, Дюссельдорф, Германия) — немецко-швейцарская детская писательница.
Ещё в детском возрасте Яна начала писать свои первые книги. После окончания школы изучала литературу, историю и искусство. После учёбы Яна Фрай вышла замуж. Её первая книга вышла в 1994 году.
Яна Фрай живёт с мужем и детьми в городе Майнце.

### Детские книги
- Liebes kleines Brudermonster ISBN 3-7855-4163-5
- Jetzt is Schluss, ich will keinen Kuss! ISBN 3-7855-4489-8
- Jetzt bin ich groß — die Schule geht los ISBN 3785549350 (Я большой — начинается Школа!)
- Bald schlaf ich auch ohne Licht! (Скоро буду без света спать!)
- Wird schon wieder gut! Trostgeschichten, die Kinder fröhlich machen
- Ich will! Ich will! Die kleine Elfe hat viele Wünsche
- Meine Lieblingsgeschichten vom kleinen Murmeltier Murmel
- Streiten gehört dazu, auch wenn man sich lieb hat
- Das Lebenswerk der Dinos
- Das verrückte Klassenzimmer (В сумасшедшем классе)
- Nur Mut! (Только смелость!)
- Gute Nacht, ihr lieben Tiere (Спокойной ночи, любимые звери)
- 5 Detektive und der unsichtbare Dieb (5 детективов и невидимый вор)

### Книги для подростков
- Das eiskalte Paradies. Ein Mädchen bei Zeugen Jehovas
- Verrückt vor Angst. Ein Mädchen in der Psychiatrie
- Die vergitterte Welt. Mit 16 im Jugendgefängnis
- Rückwärts ist kein Weg. Schwanger mit 14 (Нет пути назад. Беременная в 14)
- Der verlorene Blick. Ein Mädchen erblindet (Потерянный блик. Девчонка ослепла)
- Kein Wort zu niemandem
- Ich nenne es Liebe (Я называю это любовь)
- Schön. Helenas größter Wunsch (Красиво. Самое большое желание Хелены)
- Der Kuss meiner Schwester. Eine verbotene Liebe (Поцелуй моей сестры. Запрещёная любовь)